# 黑伦豪森王家花园

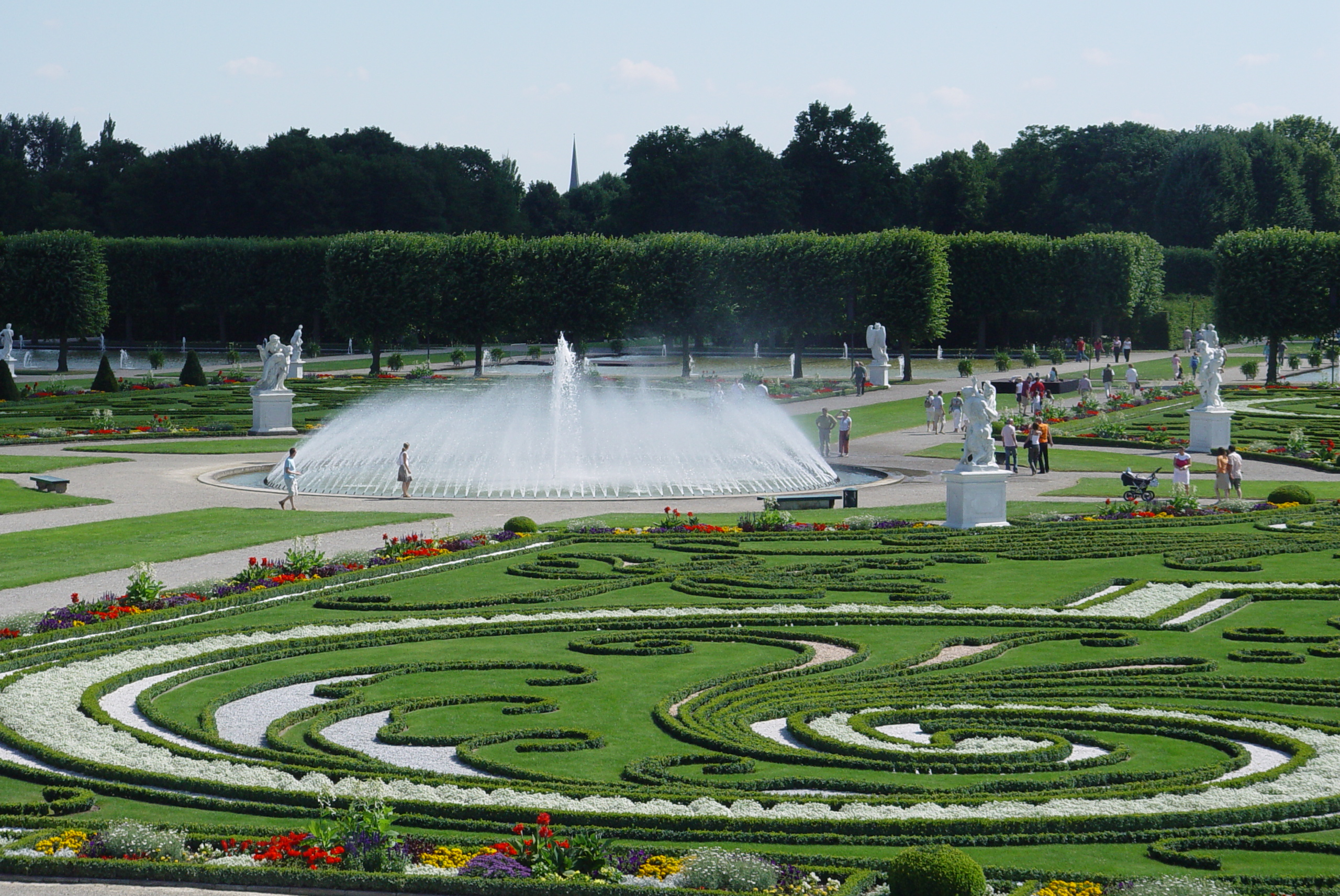
黑伦豪森王家花园

黑伦豪森王宫花园（德語：Herrenhäuser Gärten），位于德国下萨克森州首府汉诺威市内，由大花园（Großer Garten）、小山花园（GBerggarten）、格奥尔格花园（Georgengarten）和韦尔芬花园（Welfengarten）所组成，原属于汉诺威王室遗产。
该组建筑群始建于1638年，最初是格奥尔格公寓的郊外庄园，1655年格奥尔格的儿子正式给花园起名“黑伦豪森”（Herrenhausen）。1679年花园转入恩斯特·奧古斯特公爵之手，这位公爵于1692年继承汉诺威选帝侯。公爵夫人索菲亚的父亲是普法尔茨选帝侯腓特烈五世，母亲是英国国王詹姆斯一世的女儿伊丽莎白·斯图亚特。索菲亚见多识广，对园林建筑情有独钟，在她的主持下，不断扩建完善黑伦豪森王宫花园，直到1714年索菲亚去世，这里已经成为欧洲名园，占地50公顷。1936年花园被纳粹德国政府征收，二战中花园大部分建筑被炸毁，1966年才得以部分重建。
大花园是黑伦豪森王宫花园核心建筑，是一所巴洛克风格的园林，进对外开放，一年一度的国际烟火比赛也在这里举办。这里还有德国最高的人工喷泉（82米）。小山花园现在是德国最大的植物园，2000年汉诺威博览会时，在这里建造了人工热带雨林馆。乔治花园是英国式园林，内建有莱布尼兹纪念馆。威尔芬花园构成了汉诺威大学的校园地基，1961年大学将花园内宫殿主体建筑归还给汉诺威王室继承人，继承人将其中大部分又卖给汉诺威市政府，小部分留作自用，现在是私人住宅。